# Povel Ramel

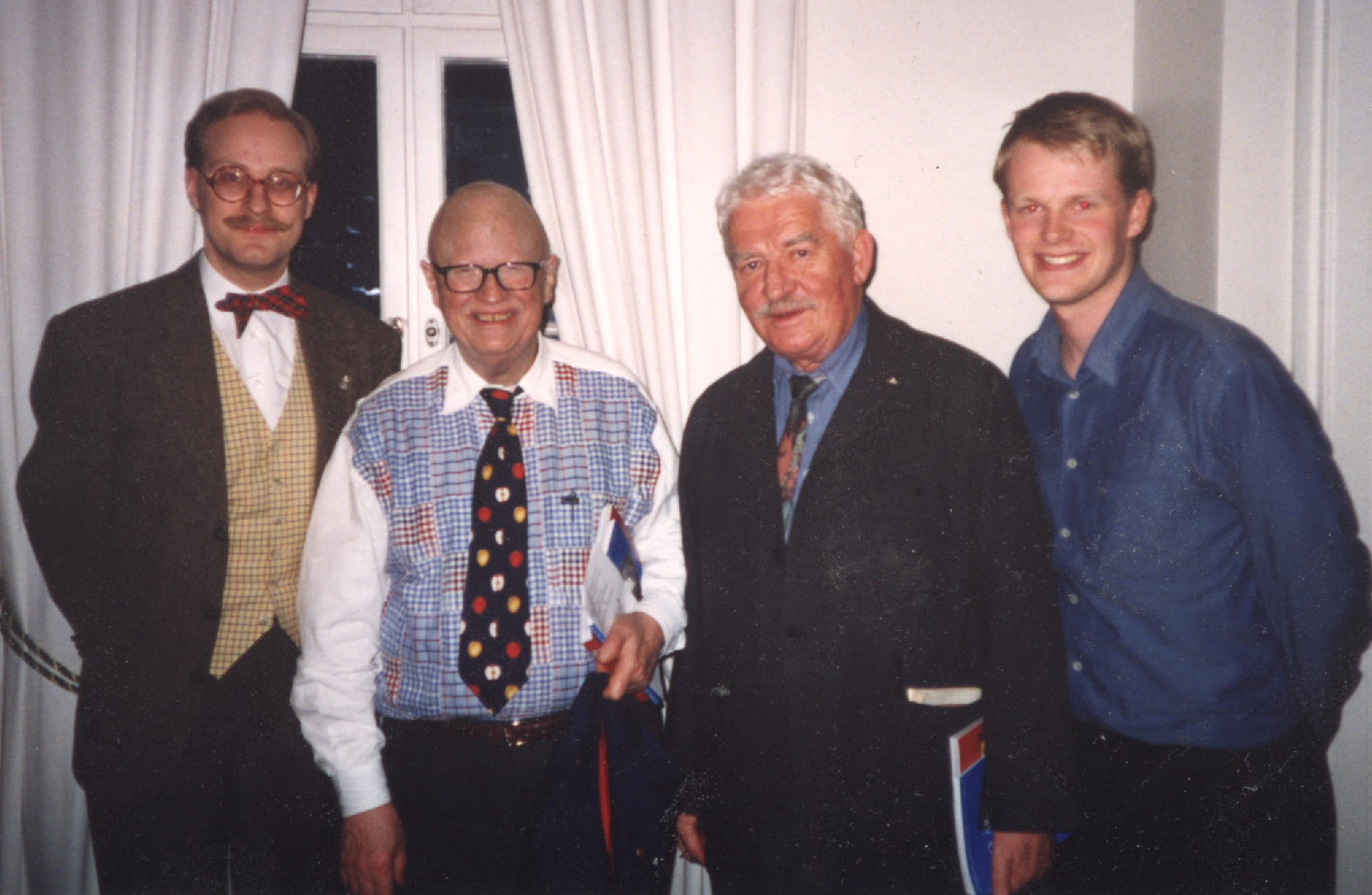
Povel Ramel (segundo desde la izq.) y Hans Alfredson (segundo desde la der.) en la Universidad de Lund en 1999

Povel Ramel (1 de junio de 1922 – 5 de junio de 2007) fue un cantante, pianista, artista de vodevil, autor y compositor de canciones de nacionalidad sueca. Su estilo se inspiraba en el humor alocado americano y británico, creando su propia y personal versión sueca, con inusuales combinaciones de letras y música, juegos de palabras, y giros inesperados. Escribió unas 1.700 canciones, sketches y monólogos, convirtiéndose en una institución del mundo del espectáculo sueco.

## Biografía

### Inicios
Su nombre completo era Povel Karl Henrik Ramel, y nació en Östermalm, Estocolmo (Suecia), en el seno de una familia acomodada, siendo sus padres Karl Ramel, un abogado, y Märta Tesch. Tuvo una problemática vida escolar y, cuando tenía 15 años de edad, su madre falleció a causa de un accidente de circulación, muriendo también su padre unos meses después.
A partir de entonces, Ramel fue criado por su tía paterna, que reconoció su potencial artístico. Aficionado al piano y a la escritura, se vio inspirado por músicos como Bing Crosby, Fats Waller, Nat Gonella, Spike Jones y Harry Roy. En una campaña de búsqueda de talentos del diario Aftonbladet en 1939, Ramel interpretó una canción propia, "En sömnig serenad", en un momento en el cual él ya era un prolífico compositor de canciones.
Durante su servicio militar, en el cual tuvo tareas administrativas, escribió el tema Johanssons boogie-woogie-vals, canción que se convirtió en su primer éxito gracias a la cadena Radiotjänst. Ramel fue contratado por dicha empresa en 1945, trabajando en varias series radiofónicas innovativas con un alocado sentido del humor.
En 1952 Ramel y Felix Alvo fundaron la compañía Knäppupp AB, produciendo espectáculos de vodevil que alcanzaron gran fama en Suecia. Su primer show fue "Akta Huvet", durante el cual Ramel se presentaba colgando de un cable sobre el público. Se estrenó en el Teatro Cirkus de Gotemburgo en 1952. Knäppupp AB produjo también diferentes películas, tales como Ratataa (1956). 
Povel Ramel, que publicó dos libros autobiográficos en 1992 y 1999. falleció en el año 2007 en Estocolmo, Suecia. Fue enterrado en el Cementerio Lidingö kyrkogård. Ramel había estado casado desde 1949 con Susanna Östberg, hija de Ragnar Östberg. La pareja tuvo a Mikael y Lotta Ramel. 

## Algunas de sus canciones de mayor fama
- Johanssons boogie woogie vals
- Måste vägen till Curaçao gynga så
- Släkt-huset
- Högt uppe på berget
- Far, jag kan inte få upp min kokosnöt
- Skratt
- Nya Skrytvalsen
- Tjo va de va livat i holken i lördags
- Naturbarn
- Är det nån som har en våning åt mej?
- Sorglösa brunn
- Varför är där ingen is till punschen?
- De sista entusiasterna
- Karl Nilsson
- Det skulle aldrig delfinerna göra
- Jag diggar dig
- Köp inte en zebra!
- "The Sukiyaki Syndrome"

## Revistas Knäppupps
- 1952 : Knäppupp 1: Akta Huvet
- 1953 : Djuprevyn: 2 meter
- 1954–1955 : Knäppupp 2: Denna sida upp
- 1955–1956 : Spectacle
- 1956–1967 : Knäppupp 3: Tillstymmelser
- 1958–1959 : Funny Boy
- 1960–1961 : Alla 4
- 1961–1962 : I hatt och strumpa
- 1962–1963 : Dax igen
- 1963–1964 : Ryck mej i snöret
- 1964–1965 : Ta av dej skorna
- 1966–1967 : På avigan
- 1968 : De sista entusiasterna

## Otras revistas
- 1969 : The POW-Show I
- 1971 : Vid Pianot P. Ramel
- 1972 : Karamellodier
- 1973 : Povel på Berns
- 1974 : The POW-Show II, Andra Varvet Runt
- 1979 : Povel på Maxim
- 1981 : Minspiration
- 1984 : Povel på Berns 2, The Sukiyaki Syndrome
- 1989 : Tingel Tangel på Tyrol
- 1991 : Återbesök i Holket
- 1992 : Knäpp Igen
- 1996 : Kolla Klotet
- 2000 : Som om inget hade hänt
- 2001 : Ramelodia Lusticana
- 2003 : Some like it i höet
- 2004 : Pratstund med Povel
- 2005 : Förnyad Povelpratstund, nu med musik!
- 2006-2007 : Povel à la carte

## Filmografía (selección)

### Cine
- 1945 : Tre söner gick till flyget
- 1950 : Ung och kär
- 1951 : Puck heter jag
- 1951 : Oss fakirer emellan
- 1953 : I dur och skur
- 1954 : I rök och dans
- 1955 : Hoppsan!
- 1956 : Ratataa
- 1957 : Kortknäpp
- 1958 : Den store amatören
- 1962 : Men Hur?
- 1966 : Lystnaden
- 1985 : Falsk som vatten
- 1995 : Bert – den siste oskulden
- 1999 : Tarzán (voz)

### Televisión
- 1965 : Ramel i rutan
- 1975 : Långtradarchaufförens berättelser
- 1977 : Semlons gröna dalar
- 1986 : Affären Ramel

## Radio
- 1946 : Föreningen för flugighetens främjande
- 1949 : Jakten på Johan Blöth
- 1950 : Herr Hålms öden och Angantyr
- 1953 : Rameldags
- 1955 : När Schlagern dog